# Tranh lụa
Tranh lụa là một trong những loại hình nghệ thuật có từ lâu đời của Trung Quốc, Nhật Bản, Việt Nam, Hàn Quốc. Các loại màu (hạt màu trộn với keo thực vật hoặc keo động vật) được vẽ trên vật liệu đỡ là tấm vải lụa.

## Tranh lụa cổ

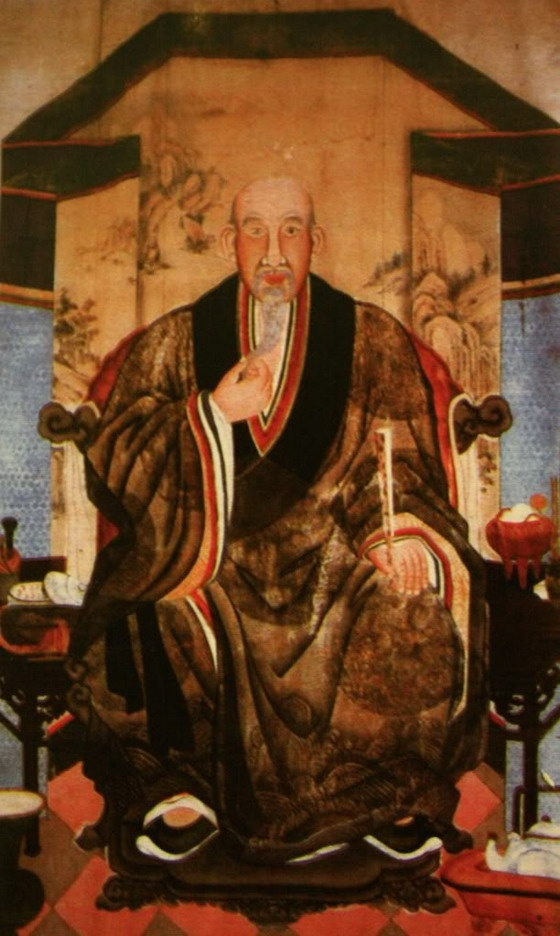
Tranh chân dung Trịnh Đình Kiên (1715 - 1786), vẽ trên lụa, hiện trưng bày tại Bảo tàng Mỹ thuật Việt Nam.

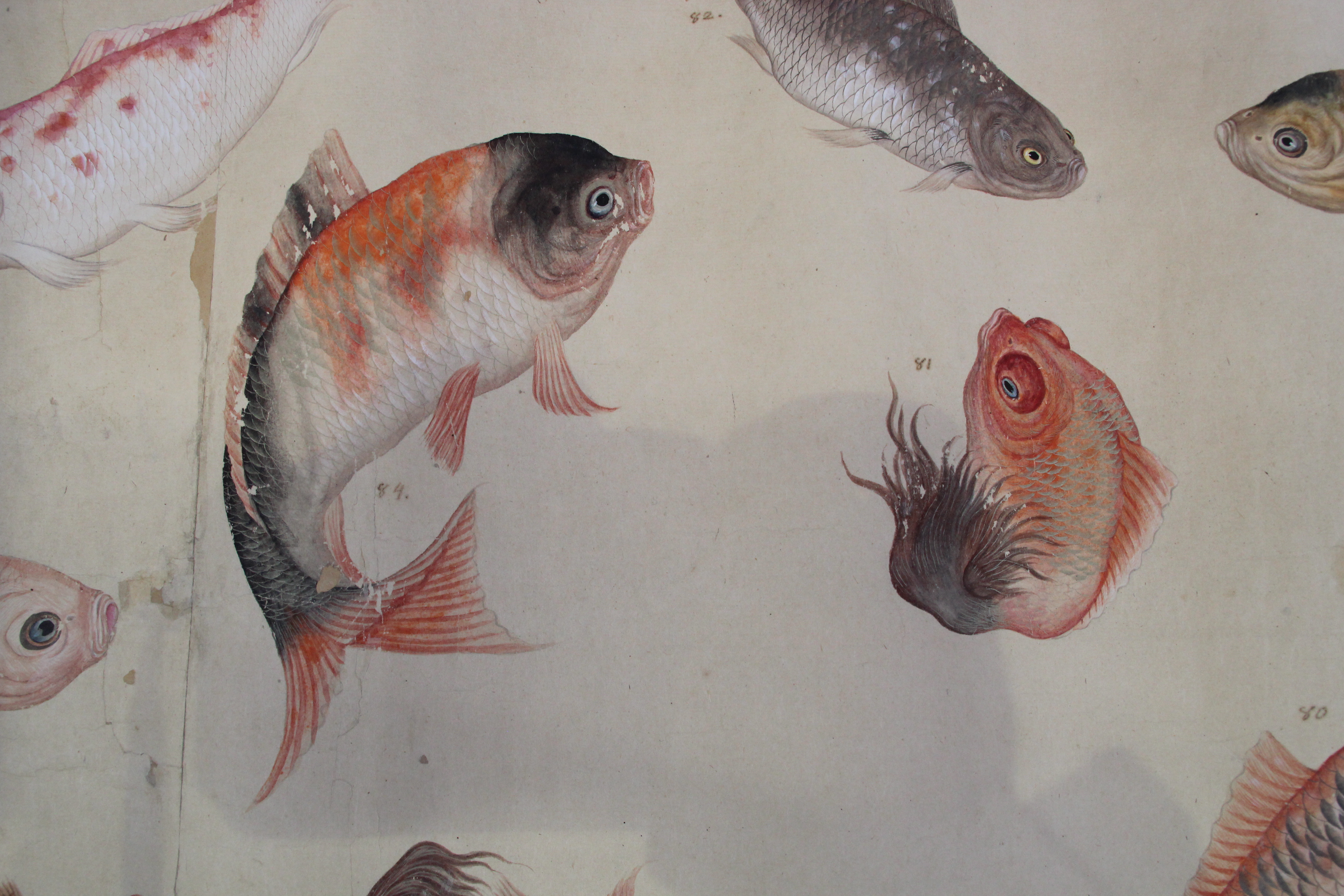
Chi tiết cận cảnh một tranh lụa Trung Hoa, khoảng năm 1772

Tranh lụa có nguồn gốc lâu đời từ Trung Quốc và du nhập vào Nhật Bản, ở thời Minh Trị còn được gọi là Nhật Bản họa (nihonga,日本画).
Ở Việt Nam ngày nay còn lưu lại một vài bức chân dung Nguyễn Trãi, Phùng Khắc Khoan, Trịnh Đình Kiên, Phan Huy Cẩn, Phan Huy Ích, Phan Huy Thực, Phan Huy Vịnh từ thời Hậu Lê và thời Nguyễn. Tất cả những bức họa này (chưa rõ tác giả) đều vẽ trên lụa.

## Tranh lụa hiện đại Việt Nam
Tranh lụa hiện đại Việt Nam mới ra đời từ thập niên 1930. Điểm khác biệt nhất giữa kỹ thuật vẽ tranh lụa cổ và tranh lụa hiện đại Việt Nam là ở chỗ: tranh lụa cổ thường được vẽ trực tiếp trên lụa khô, trong khi quá trình tranh lụa hiện đại giống như sự nhuộm đi nhuộm lại màu lên mặt lụa; lụa được căng trên khung gỗ và trong quá trình vẽ họa sĩ có thể rửa lụa nhiều lần rồi vẽ tiếp tới khi như ý.

## Các họa sĩ Việt Nam nổi tiếng với tranh lụa
Nguyễn Phan Chánh (1892-1984) được coi là họa sĩ đã khai phá loại hình tranh lụa hiện đại Việt Nam. Những bức vẽ thành công của ông có một phong vị đặc biệt Việt Nam, đồng thời phù hợp với quan niệm hội họa hiện đại: những mảng màu đơn giản, ấm áp, nhuần nhị, những đường viền mềm mại, những khoảng trống rất đúng chỗ. Ngoài ra, nhân vật và bối cảnh Việt Nam được nghiên cứu đơn giản và cách điệu độc đáo. Thành công của ông đã lôi cuốn các bạn cùng lứa và các họa sĩ thuộc lớp sau, mỗi người đã đóng góp làm phong phú thêm kỹ thuật vẽ tranh lụa.
Mai Trung Thứ, Lê Phổ, Lê Thị Lựu là những người sống ở Paris, trung tâm hội họa thế giới với đủ trường phái tân kỳ, nhưng họ vẫn vẽ tranh lụa, góp phần cất lên một tiếng nói nghệ thuật độc đáo của Việt Nam.
Sau Cách mạng tháng Tám, số họa sĩ vẽ tranh lụa đông hơn. Họ mở rộng hơn đề tài, kỹ thuật và đã có những thành công mới. Nguyễn Thụ là một họa sĩ chuyên nhất về tranh lụa, có một phong cách riêng biệt. Bố cục tranh của ông đơn giản, nhịp nhàng, màu sắc mát mẻ êm dịu; bút pháp phóng khoáng, nhẹ nhàng; không gian mờ ảo thơ mộng với những nhân vật bình dị, thân quen. Một số nữ họa sĩ khác như Vũ Giáng Hương, Lê Kim Mỹ, Trần Thanh Ngọc, Mộng Bích, Kim Bạch, Đặng Thu Hương, ... cũng đã có nhiều thành công với tranh lụa.
Bàng Thúc Long (1922-1990) là một trong những thế hệ đầu tiên vẽ tranh lụa thành công. Ông không được nhiều người trong nước biết đến. Tranh ông chủ yếu được các khách nước ngoài thời bao cấp đến mua ở các gallery. Hiện còn nhiều bưc tranh được các bảo tàng mua trưng bày như Bảo tàng Mỹ thuật Việt Nam, Bảo tàng Betlin (Đức). Ông cùng thế hệ với họa sĩ Tạ Thúc Bình, cũng chuyên vẽ tranh lụa.

## Kỹ thuật vẽ tranh lụa

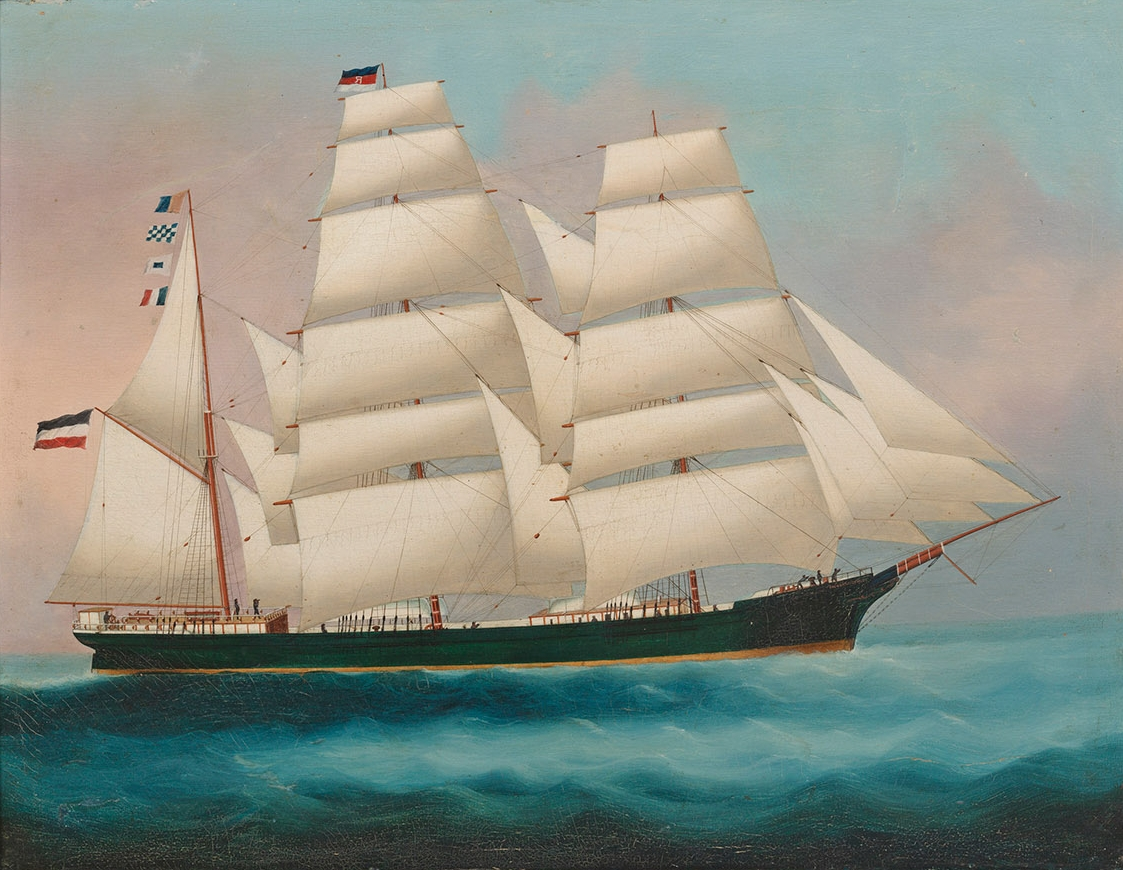
Tranh lụa của họa sĩ Trung Quốc A Pun Woo, khoảng năm 1881-1889

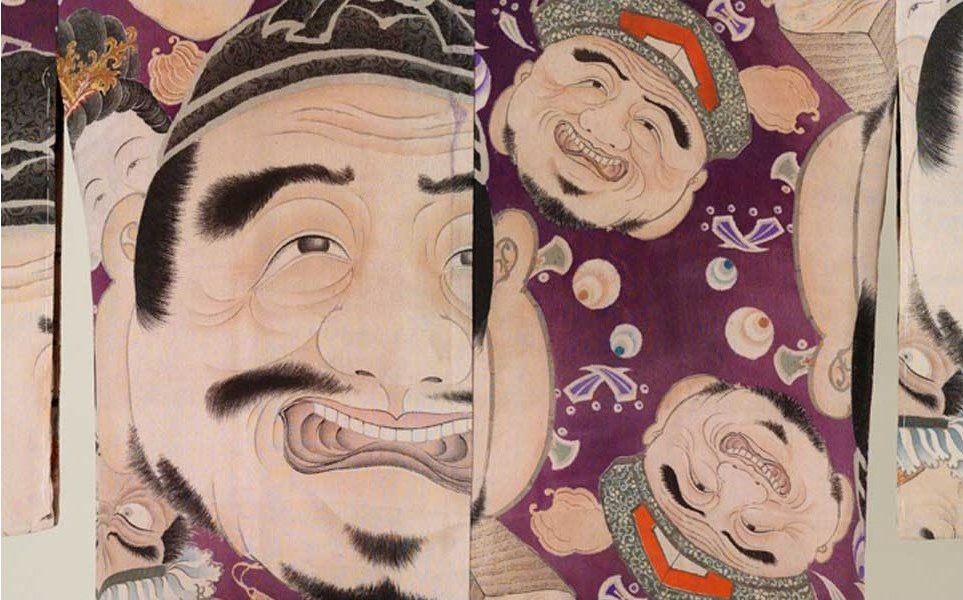
Chi tiết cận cảnh một tranh lụa Nhật Bản, giữa 1890 và 1910

### Lụa vẽ
Lụa vẽ thường là lụa tơ tằm, không lỗi, mịn hoặc hơi thô, dệt thủ công hay dệt bằng máy. Gần đây, do yêu cầu của ngành mỹ thuật, các nhà máy dệt đã sản xuất loại lụa chuyên dùng để vẽ tranh, mỏng và hơi thưa, nhìn rõ thớ lụa.

### Màu vẽ
Màu dùng để vẽ lụa thường là màu nước, phẩm hoặc mực nho. Sau này, người ta còn dùng những họa phẩm đục hơn, dày hơn như tempera, màu bột, phấn màu...

### Các kỹ thuật khi vẽ tranh
Lụa trước khi vẽ phải căng lên khung. Thông thường, lụa mới được quét một lớp hồ loãng, người vẽ nên rửa qua lớp hồ này để màu có thể ngấm vào thớ lụa. Nếu lụa hút nhiều nước như lụa Trung Quốc thì nên quét một lớp hồ loãng lên trên, có pha lẫn một ít phèn chua để chống mốc.
Điểm mạnh của tranh lụa là ở sự trong trẻo và êm dịu của màu sắc, vì vậy phần lớn người vẽ tranh lụa thường xây dựng phác thảo (hình, mảng) hết sức kỹ càng trước khi thể hiện lên lụa. Nhiều người sử dụng cách can hình từ bản can giấy lên lụa để lưu lại nét một cách chính xác. Tuy nhiên cũng có thể vẽ lụa một cách thoải mái.
Khi vẽ lụa, người ta thường vẽ từ nhạt đến đậm, màu nhạt chồng lên nhau nhiều lần sẽ thành đậm nhưng vẫn nhìn thấy thớ lụa tạo nên vẻ đẹp của chất lụa. Vẽ chồng lên nhau bằng các màu khác nhau cũng là một cách pha màu. Thỉnh thoảng, khi màu đã khô, phải rửa nhẹ cho sạch những chất bẩn nổi lên mặt lụa và để cho màu ngấm vào từng thớ lụa.
Muốn cho các mảng màu cạnh nhau hòa vào với nhau không còn ranh giới tách bạch, tạo ra một hiệu quả mềm mại, mờ ảo, người ta vẽ khi mặt lụa còn hơi ẩm và không cần viền nét nữa.
Có thể sử dụng bột điệp và bạc thêm vào tranh lụa (dán ở mặt sau).
Tranh lụa vẽ xong thường được bồi lên một lớp giấy, sau khi khô hoàn toàn, họa sĩ có thể rạch phần tranh ra khỏi khung lụa để đưa vào khung. Tranh lụa tăng hiệu quả thẩm mỹ nhiều khi với khung kính.